# Demonstrator of Atmospheric Reentry System and Hypervelocity
Demonstrator of Atmospheric Reentry System and Hypervelocity (conocido por su acrónimo, DASH) fue una nave experimental perteneciente a la antigua agencia japonesa ISAS (ahora integrada en la Agencia Japonesa de Exploración Aeroespacial) lanzada el 4 de febrero de 2002 a bordo de un cohete H-2 desde el Centro Espacial de Tanegashima.

## Objetivos
La misión de DASH fue probar el sistema de reentrada atmosférica de la sonda Hayabusa, destinada a estudiar el asteroide (25143) Itokawa y traer de vuelta a la Tierra muestras de material del asteroide.

## Características
La nave estaba formada por dos partes:
- la parte principal, con un motor de desorbitación de combustible sólido y dos cohetes de ajuste orbital.
- la cápsula de reentrada, de 0,4 m de diámetro y 0,2 m de alto y una masa de 16 kg.

El perfil de la misión incluía desorbitar la nave tres días tras su puesta en órbita y separar la cápsula de reentrada para que regresase a tierra a una velocidad de 10 km/s. Estaba previsto que cayese en Hodh el Gharbi, una región de Mauritania, pero la cápsula no se separó de la parte principal por un fallo en el cableado y la misión fracasó.